# Dysoxylum minutiflorum
Dysoxylum minutiflorum är en tvåhjärtbladig växtart som först beskrevs av Louis Antoine François Baillon, och fick sitt nu gällande namn av C. Dc.. Dysoxylum minutiflorum ingår i släktet Dysoxylum och familjen Meliaceae. Inga underarter finns listade i Catalogue of Life.